# إدغار ميلر
إدغار ميلر (بالإنجليزية: Edgar Miller)‏ هو لاعب كرة قدم أمريكية أمريكي، ولد في 1 يونيو 1901 في كانتون في الولايات المتحدة، وتوفي في 1991 في أنابولس في الولايات المتحدة.